# Commission historique de Berlin
La Commission historique de Berlin est une association scientifique pour la recherche sur l'histoire de l'État de Berlin-Brandebourg et Brandebourg-Prusse ainsi que sur l'histoire de la ville de Berlin. Il s'inscrit dans la tradition de la "Commission historique pour la province de Brandebourg et la capitale du Reich Berlin".

## Organisations prédécesseurs
La plus ancienne organisation ayant précédé l'actuelle Commission historique est la "Société historique de la Marche", fondée en 1837 et dotée de statuts renouvelés en 1899 sous l'influence de Gustav Schmoller. En 1925, l'association provinciale de Brandebourg (de) et la Magistrature de Berlin créent la "Commission historique pour la province de Brandebourg et la capitale du Reich de Berlin". L'objectif est le développement des sources et la publication de représentations scientifiques historiques. Le président de la commission est Ulrich Stutz (de), tandis que le travail scientifique proprement dit est repris par Johannes Schultze des Archives secrètes de l'État (de). Dans les premières années, un Historischer Atlas der Provinz Brandenburg, les Acta Brandenburgica et le Landbuch der Mark Brandenburg sont publiés.
En 1939, les représentants de la ville de Berlin quittent la commission. En revanche, deux nouvelles commissions historiques sont créées en 1943. L'une était compétente pour la province de Brandebourg et l'autre pour Berlin, cette dernière ayant d'abord pour titre "Bureau régional de la capitale impériale pour l'histoire, la recherche sur le patrimoine et le folklore". Cette dernière a également pour mission principale l'exploitation des sources, ce qui n'a cependant pas pu être réalisé en raison des événements et des conséquences de la guerre.

## Phase de démarrage
En 1959, une commission historique de Berlin est rétablie en tant qu'association, basée sur l'Institut Friedrich-Meinecke (de) de l'université libre de Berlin. Comme auparavant, il s'agit d'explorer la ville de Berlin et ses environs. Le spectre est large et comprend l'histoire intellectuelle, sociale, économique et politique. En outre, la relation entre les Allemands et les Slaves dans la région est examinée. Le Jahrbuch für die Geschichte Mittel- und Ostdeutschlands (de) devient l'organe de la commission historique. En 1960, une section sur l'histoire du mouvement ouvrier est ajoutée sous la direction d'Henryk Skrzypczak (de), qui est également supervisée par l'Institut August-Bebel. La même année, les premières Veröffentlichungen der Historischen Kommission sont publiées par Verlag Walter de Gruyter. Parallèlement, les travaux préparatoires du Historischen Handatlas von Berlin und Brandenburg commencent, les premières livraisons paraissent en 1961. La même année, l'historien économique Otto Büsch prend contact avec les archives du groupe Siemens. Depuis 1962, la commission reçoit des fonds budgétaires de la ville de Berlin et peut ensuite intensifier ses travaux.
En 1963, la Commission historique de Berlin est rebaptisée "Commission historique de Berlin". Cela s'accompagne d'une extension des domaines d'activité de l'organisation. Depuis 1964, la collaboration avec des scientifiques étrangers, notamment américains, s'intensifie. En 1965, un "comité de travail pour l'édition des lettres de Felix Mendelssohn Bartholdy" et le "Groupe de travail pour l'histoire de L'industrialisation " sont fondées. La même année, la première édition de l'Internationale wissenschaftliche Korrespondenz zur Geschichte der deutschen Arbeiterbewegung (IWK) est publiée. Une nouvelle série de publications commence à paraître en 1968 sous le titre Einzelveröffentlichungen der Historischen Kommission zu Berlin. Avec le soutien financier de la Fondation Volkswagen (de), la coopération avec des historiens étrangers est élargie.

## Consolidation et expansion
Depuis 1970, la collaboration avec d'autres institutions scientifiques à Berlin vient s'ajouter aux liens avec le Institut Friedrich-Meinecke. Parallèlement, la collaboration avec l'université Stanford, par exemple avec Gordon A. Craig, s'intensifie. Dans les années qui suivent, les contacts internationaux, en particulier vers l'Europe de l'Est, s'élargissent encore.
En 1973, un autre domaine d'activité aest créé : le "Département d'histoire des relations germano-polonaises". Soutenu financièrement par la fondation Volkswagen, le "Mittelhof" est acheté en 1976 pour en faire le siège de l'organisation. Depuis 1977, la recherche sur l'histoire de la Prusse devient un autre axe de travail. En 1979, la commission prend en charge la coordination du projet à long terme de recherche sur "l'inflation et la reconstruction de 1914 à 1924".
Au début des années 1980, le Sénat de Berlin intensifie l'intégration de la Commission dans le financement commun de l'État fédéral et des Länder. Parallèlement, le budget est augmenté. Les cinq départements de recherche sont remplacés par huit sections et deux conseils consultatifs pour la coordination générale.
Dans les années qui suivent, la commission organise de nombreux colloques scientifiques sur les thèmes les plus divers, du début de l'époque moderne à l'histoire contemporaine. La commission participe également à l'anniversaire de la ville de Berlin en 1987 en organisant des manifestations et en publiant des articles. Parmi celles-ci figurent les recueils Berliner Demokratie et Kleine Berlin-Geschichte. Jusqu'en 2014, plus de 400 plaques (de) sont apposées dans tous les quartiers de Berlin dans le cadre de ce programme.

## Réorientation et crise
La Commission continue à étendre ses contacts internationaux dans les années qui suivent. Après la fin de la RDA, le problème du traitement de sa science historique se pose plus directement qu'auparavant. Une réorientation fondamentale de la Commission commence en 1991 dans le contexte de la réunification. En termes de contenu, l'un porte sur la refonte du centre de Berlin.
En 1992, une commission d'évaluation propose de concentrer le travail sur deux axes principaux. L'un aurait été l'histoire de la ville et du pays, l'autre l'étude de la Prusse. L'accent est mis avant tout sur l'étude des fonds d'archives sur le territoire de l'ancienne RDA. Un premier résultat de l'extension du domaine de recherche au-delà des frontières de Berlin est la publication en 1994 de l'histoire du Brandebourg.
En raison de la nouvelle orientation prévue, des domaines de travail antérieurs sont séparés et rattachés à d'autres institutions scientifiques. Il s'agit entre autres du domaine de la Germania Slavica, de l'histoire des relations germano-juives et de la publication de l'IWK.
En raison du manque de moyens financiers, tous les collaborateurs de la commission sont licenciés en 1996. Les publications telles que Jahrbuch für die Geschichte Mittel- und Ostdeutschlands sont interrompues. Parallèlement, l'association décide officiellement de recentrer ses missions sur l'étude de la géographie historique de Berlin-Brandebourg ou de Brandebourg-Prusse.
Dans les années qui suivent, plusieurs conférences sonnt tenues et diverses publications sont publiées. À partir de 1999, la recherche de sponsors et le travail de relations publiques s'intensifient. L'organisation commence avec la publication deKleinen Schriftenreihe der Historischen Kommission zu Berlin. Le Jahrbuch für die Geschichte Mittel- und Ostdeutschlands est poursuivi avec le Jahrbuch für vergleichende und preußische Landesgeschichte. Une autre partie du Handbuchs der preußischen Geschichte est publiée en 2000.
Outre de nombreuses autres publications, la publication d'une Brandenburgischen Geschichte in Einzeldarstellungen débute en 2001. En 2006, de nouvelles sections sont créées pour les domaines d'activité de Berlin, du Brandebourg et de la Prusse.

## Président de la commission historique
1959-1978 : Hans Herzfeld
1979-1981 : Otto Büsch
1982-1986 : Wolfgang Treue (de)
1986-1990 : Klaus Zernack (de)
1990-1996 : Wolfram Fischer
1996-2009 : Wolfgang Ribbe
2009-2013 : Uwe Schaper (de)
2013-2021 : Michael Wildt (de)
depuis 2021 : Ulrike Höroldt (de)

## Série de publications
- Veröffentlichungen der Historischen Kommission zu Berlin
- Einzelveröffentlichungen der Historischen Kommission zu Berlin
- Schriften der Historischen Kommission zu Berlin
- Kleine Schriftenreihe der Historischen Kommission zu Berlin
- Bibliothek der Brandenburgischen und Preußischen Geschichte
- Jahrbuch für die Geschichte Mittel- und Ostdeutschlands
- Brandenburgische Geschichte in Einzeldarstellungen
- Berlin-Forschungen, Neue Folge
- Geschichtslandschaft Berlin
- Geschichte der Berliner Verwaltungsbezirke
- Berlinische Lebensbilder